# The Brothers

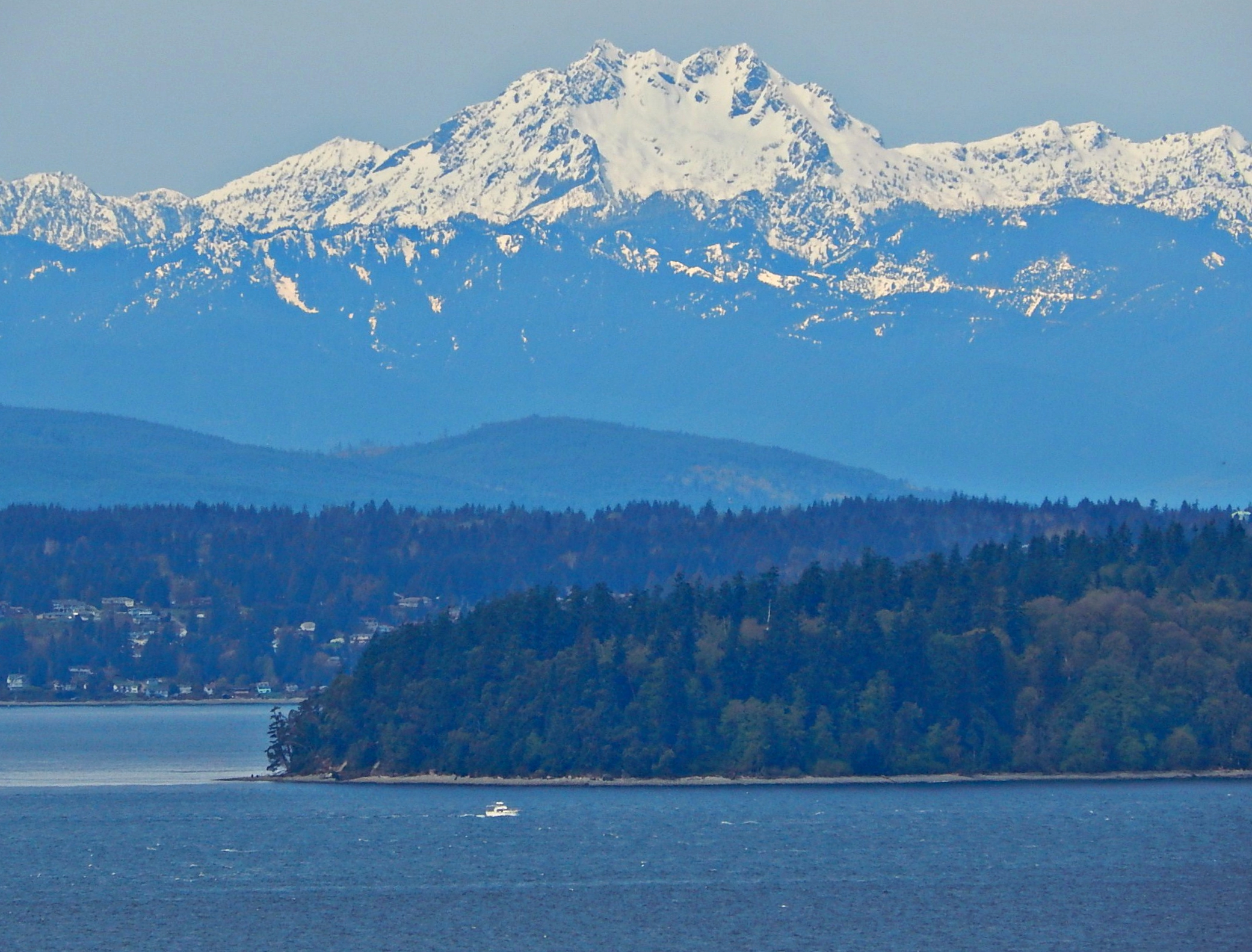
The Brothers vistos desde el oeste de Seattle

The Brothers son un par de picos prominentes en las Montañas Olímpicas que se encuentran en el noroeste del Pacífico, cerca del Canal Hood en el estado de Washington, en el límite entre el parque nacional Olympic y The Brothers Wilderness.
El pico sur, que se eleva a unos 2085 m, es unos 58 m más alto que el pico norte. Ningún sendero oficial se acerca a la cumbre, pero el pico sur se considera una subida no técnica. La distintiva doble cumbre de The Brothers es claramente reconocible desde la ciudad de Seattle.
En 1856, el topógrafo George Davidson nombró estas montañas en honor a dos hermanos de Ellinor Fauntleroy, su futura esposa. Llamó al pico sur Monte Edward y al pico norte Monte Arthur. Una sugerencia hecha a finales de 1968 de cambiar el nombre de las montañas a "The Brothers Kennedy" en honor a John F. Kennedy y Robert F. Kennedy no fue aprobada por la Junta de Nombres Geográficos de Estados Unidos.

## Clima
Ubicado en la parte oriental de las montañas Olímpicas, The Brothers se encuentra en la zona climática oceánica de la costa oeste de América del Norte. La mayoría de los frentes climáticos se originan en el Pacífico y viajan al noreste hacia las Montañas Olímpicas. A medida que los frentes se acercan, son empujados hacia arriba por las cimas de  las montañas Olímpicas, provocando que dejen caer su humedad en forma de lluvia o nieve (nubes orográficas). Como resultado, las montañas Olímpicas experimentan altas precipitaciones, especialmente durante los meses de invierno en forma de nevadas. Durante los meses de invierno, el clima suele estar nublado, pero, debido a los sistemas de alta presión sobre el océano Pacífico que se intensifican durante los meses de verano, suele haber poca o ninguna nubosidad durante el verano. Debido a la influencia marítima, la nieve tiende a ser húmeda y pesada, lo que genera un alto peligro de aludes.